# Peroxid sodný
Peroxid sodný (Na2O2) je sloučenina sodíku a kyslíku (v podstatě je to sodná sůl peroxidu vodíku). Je to světle žlutý prášek tavitelný bez rozkladu.
Jeho výroba spočívá ve spalování sodíku se vzduchem v hliníkových nádobách. Při styku s organickými a redukujícími látkami reaguje prudce až explozivně.
S oxidem uhelnatým reaguje za vzniku uhličitanu sodného. Při reakci s oxidem uhličitým vzniká mimo uhličitanu i kyslík.
Na2O2 + CO → Na2CO3
2 Na2O2 + 2 CO2 → 2 Na2CO3 + O2
Této reakce se využívá ve speciálních dýchacích přístrojích pro hasiče a potápěče, či při obnovování vzduchu v uzavřených prostorách jako jsou ponorky nebo vesmírná plavidla.
S vodou reaguje Na2O2 prudce za vývoje velkého množství tepla. Z vodných roztoků lze získat snadno tavitelné destičkovité krystaly jako hydrát o složení Na2O2·8H2O.
Ve zředěných roztocích hydrolyzuje za vzniku peroxidu vodíku podle reakce
Na2O2 + 2 H2O → 2 NaOH + H2O2
Peroxid sodný se využívá hlavně jako činidla v bělících lázních.